# Colaranea brunnea
Colaranea brunnea là một loài nhện trong họ Araneidae.
Loài này thuộc chi Colaranea. Colaranea brunnea được miêu tả năm 1988 bởi Court & Raymond Robert Forster.